# 小繋駅
小繋駅（こつなぎえき）は、岩手県二戸郡一戸町小繋字西田子にある、IGRいわて銀河鉄道いわて銀河鉄道線の駅である。

## 歴史
- 1904年（明治37年）12月31日：日本鉄道の小繋給水所として開業[1]。
- 1906年（明治39年）11月1日：日本鉄道が国有化[1]。同時に官設鉄道の小繋給水給炭所となる[1]。
- 1909年（明治42年）9月21日：小繋駅に昇格[1]。
- 1962年（昭和37年）10月1日：貨物扱い廃止[1]。
- 1982年（昭和57年）2月1日：駅員無配置駅となり[2]、簡易委託化。
- 1987年（昭和62年）4月1日：国鉄分割民営化に伴い東日本旅客鉄道（JR東日本）の駅となる[1]。
- 1992年（平成4年）：簡易委託中止、無人化。
- 2002年（平成14年）12月1日：東北新幹線八戸延伸に伴い、JR東日本より分離されたIGRいわて銀河鉄道の駅となる[3]。委託駅として有人化。
- 2005年（平成17年）：当駅に置かれた「命のノート」を題材にした板倉真琴監督の映画「待合室」の舞台となる[4]。
- 2009年（平成21年）3月14日：再度無人化。駅舎内発売を中止し、駅外委託に変更。
- 2017年（平成29年）4月1日：駅外委託中止。完全無人化。

## 駅構造
単式ホーム2面2線を持つ地上駅。中線（2番線）のレールは使用されていなかったため、撤去された。互いのホームは跨線橋で連絡している。
二戸駅管理の無人駅。IGR移管当初は駅舎内で乗車券の発売を行っていたが、2009年に終了。代わって小繋駅前国道向かい側にある「里やま市場」で、日中時間帯に乗車券を発売していたが、こちらも2017年3月31日をもって終了した。

### のりば
| 番線 | 路線              | 方向 | 行先     |
| ---- | ----------------- | ---- | -------- |
| 1    | ■いわて銀河鉄道線 | 上り | 盛岡方面 |
| 3    | ■いわて銀河鉄道線 | 下り | 八戸方面 |

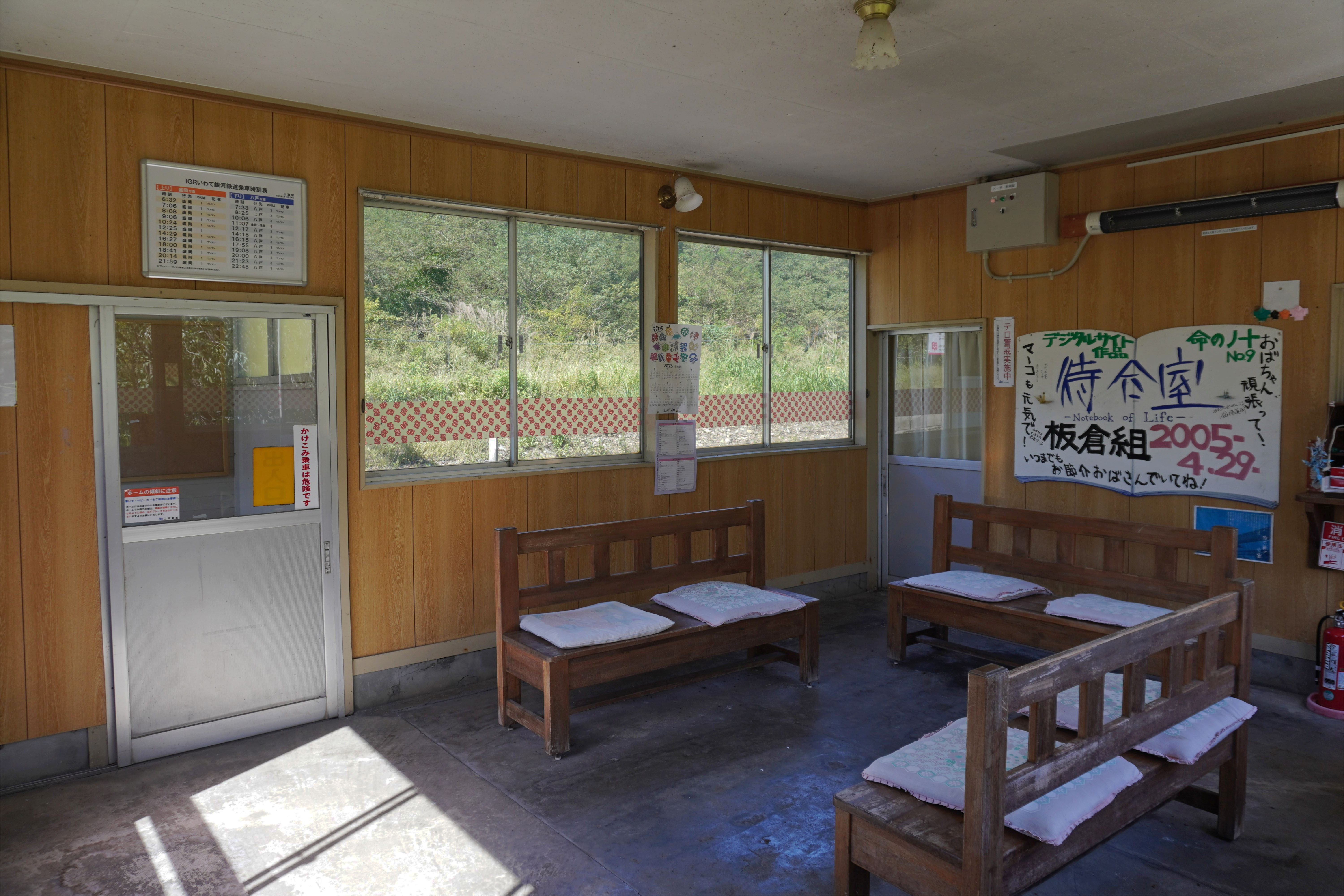
駅舎内（2023年9月）
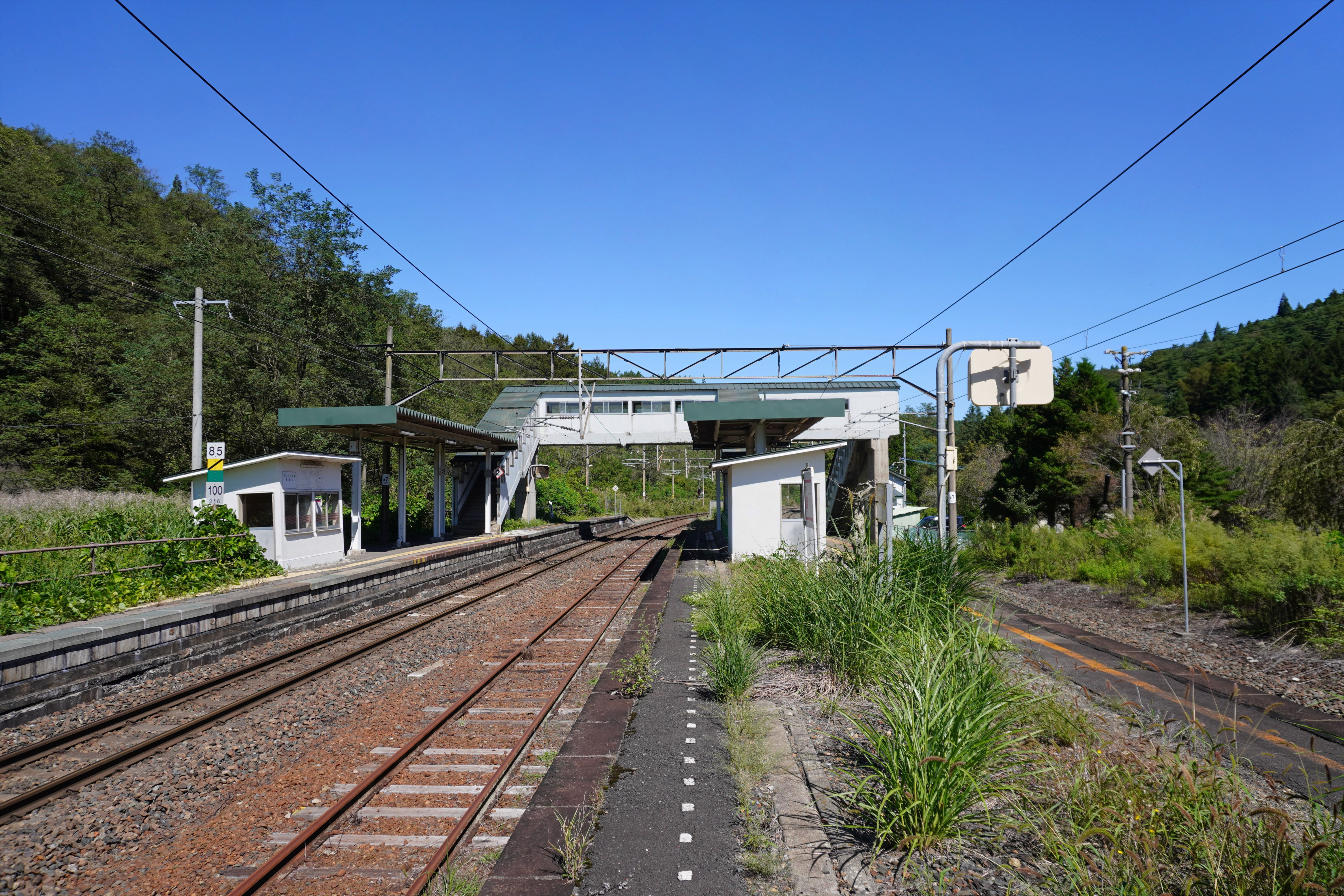
ホーム（2023年9月）

## 利用状況
IGRいわて銀河鉄道によると、2024年度（令和6年度）の1日平均乗降人員は5人である。これは、IGRいわて銀河鉄道線の駅の中では最も低い数値である。
2002年度（平成14年度）以降の推移は以下のとおりである。
| 1日平均乗降人員推移     | 1日平均乗降人員推移 | 1日平均乗降人員推移 | 1日平均乗降人員推移 | 1日平均乗降人員推移 | 1日平均乗降人員推移 | 1日平均乗降人員推移 |
| 年度                    | 定期                | 定期                | 定期                | 定期外              | 合計                | 出典                |
| 年度                    | 通勤                | 通学                | 合計                | 定期外              | 合計                | 出典                |
| ----------------------- | ------------------- | ------------------- | ------------------- | ------------------- | ------------------- | ------------------- |
| 2002年（平成14年）(IGR) | 4                   | 21                  | 25                  | 21                  | 46                  | [ IGR 2 ]           |
| 2003年（平成15年）      | 2                   | 21                  | 23                  | 20                  | 43                  | [ IGR 3 ]           |
| 2004年（平成16年）      | 0                   | 25                  | 25                  | 18                  | 43                  | [ IGR 4 ]           |
| 2005年（平成17年）      | 1                   | 22                  | 23                  | 15                  | 38                  | [ IGR 5 ]           |
| 2006年（平成18年）      | 0                   | 22                  | 22                  | 16                  | 38                  | [ IGR 6 ]           |
| 2007年（平成19年）      | 2                   | 22                  | 24                  | 14                  | 38                  | [ IGR 7 ]           |
| 2008年（平成20年）      | 3                   | 22                  | 25                  | 14                  | 39                  | [ IGR 8 ]           |
| 2009年（平成21年）      | 4                   | 26                  | 30                  | 17                  | 47                  | [ IGR 9 ]           |
| 2010年（平成22年）      | 4                   | 24                  | 28                  | 12                  | 40                  | [ IGR 10 ]          |
| 2011年（平成23年）      | 4                   | 22                  | 26                  | 11                  | 37                  | [ IGR 11 ]          |
| 2012年（平成24年）      | 4                   | 15                  | 19                  | 8                   | 27                  | [ IGR 12 ]          |
| 2013年（平成25年）      | 5                   | 9                   | 14                  | 8                   | 22                  | [ IGR 13 ]          |
| 2014年（平成26年）      | 6                   | 3                   | 9                   | 7                   | 16                  | [ IGR 14 ]          |
| 2015年（平成27年）      | 6                   | 2                   | 8                   | 8                   | 16                  | [ IGR 15 ]          |
| 2016年（平成28年）      | 6                   | 2                   | 8                   | 7                   | 15                  | [ IGR 16 ]          |
| 2017年（平成29年）      | 4                   | 4                   | 8                   | 4                   | 12                  | [ IGR 17 ]          |
| 2018年（平成30年）      | 2                   | 3                   | 5                   | 5                   | 10                  | [ IGR 18 ]          |
| 2019年（令和元年）      | 0                   | 3                   | 3                   | 4                   | 7                   | [ IGR 19 ]          |
| 2020年（令和02年）      | 0                   | 4                   | 4                   | 3                   | 7                   | [ IGR 20 ]          |
| 2021年（令和03年）      | 0                   | 5                   | 5                   | 3                   | 8                   | [ IGR 21 ]          |
| 2022年（令和04年）      | 0                   | 2                   | 2                   | 3                   | 5                   | [ IGR 22 ]          |
| 2023年（令和05年）      | 0                   | 2                   | 2                   | 3                   | 5                   | [ IGR 23 ]          |
| 2024年（令和06年）      | 0                   | 0                   | 0                   | 5                   | 5                   | [ IGR 1 ]           |

## 駅周辺
- 国道4号
- 小繋簡易郵便局
- 立花酒店（映画「待合室」の舞台）
- 小繋児童館
- 里やま市場
- 岩手県北バス「小繋駅前」停留所

## 隣の駅
IGRいわて銀河鉄道
■いわて銀河鉄道線
奥中山高原駅 - 小繋駅 - 小鳥谷駅

### 記事本文
1. 1 2 3 4 5 6 7  石野哲 編『停車場変遷大事典 国鉄・JR編 Ⅱ』（初版）JTB、1998年10月1日、415頁。ISBN 978-4-533-02980-6。
2. ↑  「「通報」●東北本線小繋駅の駅員無配置について（旅客局）」『鉄道公報』日本国有鉄道総裁室文書課、1982年1月28日、3面。
3. ↑  「JR年表」『JR気動車客車編成表 '03年版』ジェー・アール・アール、2003年7月1日、186頁。ISBN 4-88283-124-4。
4. ↑  「一戸・小繋駅舞台の映画「待合室」 人情こそ魅力 来県の富司さんら語る」『岩手日報』岩手日報社、2005年12月2日、夕刊、2面。
5. 1 2  「小繋駅」IGRいわて銀河鉄道。2021年4月11日閲覧。

### 利用状況
1. 1 2  「2024年度 駅別乗降人員（1日平均） (PDF)」IGRいわて銀河鉄道。2025年7月5日閲覧。
2. ↑  「平成14年度 駅別乗降人員（一日平均） (PDF)」IGRいわて銀河鉄道。2025年7月5日閲覧。
3. ↑  「平成15年度 駅別乗降人員（一日平均） (PDF)」IGRいわて銀河鉄道。2025年7月5日閲覧。
4. ↑  「平成16年度 駅別乗降人員（一日平均） (PDF)」IGRいわて銀河鉄道。2025年7月5日閲覧。
5. ↑  「平成17年度 駅別乗降人員（1日平均） (PDF)」IGRいわて銀河鉄道。2025年7月5日閲覧。
6. ↑  「平成18年度 駅別乗降人員（1日平均） (PDF)」IGRいわて銀河鉄道。2025年7月5日閲覧。
7. ↑  「平成19年度 駅別乗降人員（1日平均） (PDF)」IGRいわて銀河鉄道。2025年7月5日閲覧。
8. ↑  「平成20年度駅別乗降人員（1日平均） (PDF)」IGRいわて銀河鉄道。2025年7月5日閲覧。
9. ↑  「平成21年度駅別乗降人員（1日平均） (PDF)」IGRいわて銀河鉄道。2025年7月5日閲覧。
10. ↑  「平成22年度 駅別乗降人員（1日平均） (PDF)」IGRいわて銀河鉄道。2025年7月5日閲覧。
11. ↑  「平成23年度 駅別乗降人員（1日平均） (PDF)」IGRいわて銀河鉄道。2025年7月5日閲覧。
12. ↑  「平成24年度 駅別乗降人員（1日平均） (PDF)」IGRいわて銀河鉄道。2025年7月5日閲覧。
13. ↑  「平成25年度 駅別乗降人員（1日平均） (PDF)」IGRいわて銀河鉄道。2025年7月5日閲覧。
14. ↑  「平成26年度 駅別乗降人員（1日平均） (PDF)」IGRいわて銀河鉄道。2025年7月5日閲覧。
15. ↑  「平成27年度 駅別乗降人員（1日平均） (PDF)」IGRいわて銀河鉄道。2025年7月5日閲覧。
16. ↑  「平成28年度 駅別乗降人員（1日平均） (PDF)」IGRいわて銀河鉄道。2025年7月5日閲覧。
17. ↑  「平成29年度 駅別乗降人員（1日平均） (PDF)」IGRいわて銀河鉄道。2025年7月5日閲覧。
18. ↑  「平成30年度駅別乗降人員（1日平均） (PDF)」IGRいわて銀河鉄道。2025年7月5日閲覧。
19. ↑  「令和元年度駅別乗降人員（1日平均） (PDF)」IGRいわて銀河鉄道。2025年7月5日閲覧。
20. ↑  「2020年度 駅別乗降人員（1日平均） (PDF)」IGRいわて銀河鉄道。2025年7月5日閲覧。
21. ↑  「2021年度 駅別乗降人員（1日平均） (PDF)」IGRいわて銀河鉄道。2025年7月5日閲覧。
22. ↑  「2022年度 駅別乗降人員（1日平均） (PDF)」IGRいわて銀河鉄道。2025年7月5日閲覧。
23. ↑  「2023年度 駅別乗降人員（1日平均） (PDF)」IGRいわて銀河鉄道。2025年7月5日閲覧。